# Servant (Puy-de-Dôme)
Servant é uma comuna francesa na região administrativa de Auvérnia-Ródano-Alpes, no departamento Puy-de-Dôme. Estende-se por uma área de 26,74 km². Em 2010 a comuna tinha 553 habitantes (densidade: 20,7 hab./km²).